# 白點舜眼蝶
白點舜眼蝶（學名：Loxerebia albipuncta），是屬於蛺蝶科眼蝶亞科的一種蝴蝶，是舜眼蝶屬的一種。分佈於中國，模式產地為湖北長陽和宜昌。

## 外型
翅膀呈黑褐色，前翅近頂角有1個黑色眼斑，眼圈暗黃色，下方又有暗紅斑，眼斑內有2枚白色小點，翅底中區呈硃紅色。後翅翅底呈棕褐色，有灰色雲狀斑紋，雌性臀角人會有一個小眼斑。

## 習性
生活於海拔1200至1000米的林區，喜歡在林中近地面飛翔。

## 亞種
- L. a. albipuncta - 指名亞種，分佈於中國中部
- L. a. sato Yoshino, 1997 - 分佈於陝西[2]

## 腳註
1. ↑  Leech, 1890 New species of Lepidoptera from China Entomologist 23 : 31
2. ↑  Yoshino, 1997 New Butterflies from China 2 Neo Lepidoptera 2: 6, f. 40-41, 63

## 外部連結
- 维基共享资源上的相關多媒體資源：白點舜眼蝶
- Loxerebia albipuncta （页面存档备份，存于） - funet.fi